# Сардинско кралство (1720 – 1861)
Сардинското кралство (на италиански: Regno di Sardegna), след Войната за испанското наследство, по силата на Договора от Лондон от 1718 г. и на Договора от Хага от 1720 г. преминава у Виктор Амадей II Савойски. Той обединява наследствените държави на Савойската династия, образувани от Княжество Пиемонт със Савойското херцогство, Графство Ница и Графство Асти, Херцогство Аоста, Херцогство Монферат, Сеньория Верчели, Маркграфство Салуцо и част от Миланското херцогство (към което е добавено Херцогство Генуа вследствие на анексирането на Генуезката република, решено на Виенския конгрес).
Името започва да се използва постепенно за обозначаване на сбора от савойски владения, макар че формално Сардинското кралство продължава да бъде ограничено до едноименния остров Сардиния и да бъде институционално различно от т. нар. „сардински континентални държави“ на Савойската династия (Савойското херцогство, Графство Ница, град Онеля (днес част от Империя), имперските феоди на Лигурските Апенини и Генуезката република), като споделя с тях само държавния глава (крал за сардинците, херцог за савойците, принц за пиемонтците и т. н.). За официално обозначаване на всички савойски владения се използват термините „ Държави на краля на Сардиния“ или по-накратко „Сардински държави“.
Въпреки това само Перфектното сливане от 1847 г., ратифицирано от Карл Алберт Савойски, дава живот на една унитарна държава. Тя включва всички предишни савойски държави и запазва името „Сардинско кралство“, като претърпява тотална трансформация на правния си ред с конституционната харта „Устав на Сардинското кралство или Основен устав на монархията на Савоя от 4 март 1848 г.“ (известен като Албертинов устав), нова административна и митническа организация, единен парламент и нова столица – Торино, резиденция на Савойската династия от векове. Със сливането кралството възприема по-централизирана форма на управление по френския модел, при който суверенът управлява с титлата „крал“ не само над Сардиния, но и над цялата държава, като същевременно все още притежава титлите на принц на Пиемонт, херцог на Генуа и херцог на Савоя, които формализират властта над континенталните държави. В тази фаза от своята история то е известно още като Савойско кралство и е официално споменавано като Сардиния и неофициално като Пиемонт-Сардиния или просто Пиемонт.
С обединението на Италия и анексирането на преунитарните държави на Апенинския полуостров последният крал на Сардиния, Виктор Емануил II, приема титлата „крал на Италия“ на 17 март 1861 г., въпреки че запазва титулуването си със Сардинското кралство.

## История

### Кралство Сардиния след войната за испанското наследство
През вековете савойските херцози преследват с постоянство и упоритост това да получат кралската титла. Целта е постигната от Виктор Амадей II, като участва победоносно във войната за испанското наследство: през 1713 г., по силата на Договора от Утрехт, херцогът получава короната на Кралство Сицилия и е коронясан заедно със съпругата си Анна Мария Бурбон-Орлеанска в Катедралата на Палермо на 24 декември 1713 г.
През 1720 г. Виктор Амадей II, както е установено с Лондонския договор от 1718 г., напуска трона на Кралство Сицилия в замяна на този на Кралство Сардиния. Изборът му да се съюзи на страната на императора и съюзниците по време на войната за испанското наследство е повече от всякога щастлив. Той ще бъде смятан за просветен деспот и мъдро управлява всички територии на кралството, прилагайки поредица от реформи, някои от които са много напреднали за онези времена, като създаването на кадастър. Този път той не отива в Каляри за коронацията и оттогава островът се управлява от вицекрал.
Но дори по време на мир поданиците живеят в състояние на несигурност и икономическа изостаналост. Известно оживление за търговия обаче настъпва около средата на 18 век, когато алпийските долини стават любима дестинация на английските аристократи след откриването през 1741 г. на ледниците Шамони от англичаните Уилям Уиндъм и Ричард Пикок. Техните истории бързо обикалят салоните в Лондон и Париж и скоро долините на масива Монблан се превръщат в призив за зараждащия се алпийски туризъм, осветен през 1786 г. от Жак Балма и Мишел Габриел Пакар с изкачването на върха Монблан, който поставя началото на алпинизма. Следващият крал на Сардиния е Карл Емануил III Савойски. При него Савойската държава е въвлечена в двете кървави войни, които отново разтърсват Европа: Войната за полското наследство и Войната за австрийското наследство.
След като получава някои предимства в първия конфликт, в който е съюзник на Франция, той определено има по-голям късмет във втората война, когато застава на страната на Австрия срещу Франция и отново неговите държави са нападнати от французите. След като губи битката при Мадона дел'Олмо, той успява да нанесе много тежко поражение на французите на хълмовете на Асиета през 1747 г., като отново получава пълен суверенитет над Пиемонт и е постигнат растеж на неговите държави до естествената граница на река Тичино. На 19 септември 1772 г. Карл Емануил въвежда пощенската услуга в своите държави, а по-късно модернизира пристанищата на Ница и Вилфранш. Той се бори срещу бандитизма в Сардиния и създава Monti frumentari, тоест общински складове, където селяните могат да купуват семена на контролирана цена.

### Превратности на кралското семейство
Хумберт I Белоръки през 1032 г. получава господството над Савоя, Мориен и Вале д'Аоста от император Конрад II. Чрез различни наследствени наследства Дом Савоя разширява териториите си с течение на времето между Западните Алпи. Първо графове, а след това херцози, през 1416 г. Савоя получават номиналната титла (без територии) „крал на Йерусалим“, завещана от Карлота Лузинян. През XVII и XVIII век те успяват умело  да се защитят от експанзионистичните цели на Кралство Франция, като упорито запазват своята автономия.

Откакто Емануил Филиберт I Савойски премества столицата от Шамбери в Торино, за да се защитава по-добре от вражески атаки, династията поема юздите на историята на Пиемонт, запазвайки господството първо над Савойското херцогство и след това над Кралство Сардиния до Обединението на Италия през 1861 г. През 1720 г. със суверенната институция те са напълно причислени към великите семейства на Европа, като се гордеят също с титлите: крал на Кипър, на Йерусалим и на Армения, херцог на Савоя, Монферат, Шабле, Аоста и Генуа; Принц на Пиемонт и Онеля; Маркиз в Италия, на Салуцо, Суза, Ивреа, Чева, Маро, Ористано, Сежана; граф на Мориен, Генуа, Ница, Танд, Асти, Алесандрия, Гочеано; барон на Во и Фосини; господар на Верчели, Пинероло, Тарантез, Лумелино, Валсезия; принц и вечен викарий на Свещената Римска империя в Италия.
Следва период на блясък за кралството. Престижът на Савойския дом, който е отпразнуван след обсадата на Торино с построяването на Базилика „Суперга“ и реконструкцията на старата савойска столица в бароков стил, призовавайки в двора великия архитект Филипо Ювара, е отбелязан с пищни приеми и празненства в Кралския дворец, в Кралския дворец във Венария Реале и в ловния павилион „Ступиниджи“ – всичките истински шедьоври на изкуството. Торино, градът, където се намира дворът на кралството и където са съсредоточени всички политически функции, е допълнително украсен, превръщайки се в напълно бароков град, с дворци и църкви с голяма красота като тази на Сан Лоренцо на Пиаца Кастело.

### Анджойски антифеодални въстания
Между 1792 и 1793 г. революционна Франция, възнамеряваща да се противопостави на Англия в Западното Средиземноморие, се опитва да атакува Сардиния в опит да я окупира военно и да вдигне общ бунт срещу пиемонтците. За тази цел от известно време революционни агенти и местни симпатизанти разпространяват политически новини, идеи и писания в градовете и провинцията. В момента на решителната атака, въпреки че правителството на Пиемонт е изненадано и не подготвя никакви отбранителни мерки, сардинските аристократи и духовенство, страхувайки се от политическите последици от френската победа в Сардиния, финансират и организират съпротивата, привличайки за малко време опълчение.
Именно тази народна армия отблъсква опита на французите да дебаркират на брега на Куарту Сант'Елена през февруари 1793 г. В същото време на север е спрян опитът за окупиране на остров Мадалена под командването на много младия корсикански офицер Наполеон Бонапарт. Успехът на мобилизирането на жителите на Сардиния от стаментите (разклоненията на парламента, събрани спешно, за да се изправят срещу кризата, в инерцията на пиемонтското правителство), въпреки че изглежда да осуетява революционната пропагандна работа от предишните месеци, води до появата на въпроса за неадекватността и посредствеността на служителите на чуждестранното правителство. Затова представителите на благородството, духовенството и градовете изпращат петиция до крал Виктор Амадей III с пет искания: 1) свикване на Общите съдилища (т.е. парламента, който пиемонтските власти никога не са свиквали); 2) потвърждаване на всички закони, обичаи и привилегии, дори и на тези, които са излезли от употреба; 3) възлагане на местните жители на острова на всички работни места и длъжности; 4) създаване на Държавен съвет, който да се консултира по всички въпроси, свързани с кралството; 5) отделно министерство по делата на Сардиния. 
Това не са революционни искания, но кралят не ги приема, като ги оспорва отчасти. Поради това недоволството, натрупано до този момент, избухва с бунт на знатните хора и на народа на Каляри, които на 28 април 1794 г. залавят и гонят вицекраля и всички пиемонтски служители от Каляри. Денят се отбелязва днес с официалния празник Sa die de sa Sardigna . Ситуацията е взета под контрол от стаментите и от Реале Удиенца – върховният съд на кралството. Една срещу друга се изправят партията на „новаторите“ и тази на „умерените“. Първите, предимно членове на буржоазията, възнамеряват да се възползват от момента, за да постигнат решителни икономически, политически и социални реформи; втората просто иска приемането на петте искания, а за останалите съществено запазване на статуквото. Междувременно ситуацията излиза извън контрол. Двама представители на аристокрацията са линчувани в Каляри.
В Сасари благородството и висшето духовенство застават срещу стаментите и се позовават на защитата на краля, за да получат еманципация с автономия от правителството на Каляри и допълнителни привилегии. В провинцията населението, подтикнато от агитатори и от нисшето духовенство, се разбунтува, атакува държавни служби, селскостопански кредитни институции, резиденции на аристократи и висши прелати, отказвайки да плащат данъци и десятъци. Накрая, в Сасари, под влиянието на Каляри и на протестите на васалите, хора от цял Логудоро се събират да демонстрират на 28 декември 1795 г., пеейки известния химн Su patriotu sardu a sos feudatarios. Ситуацията става толкова сериозна, че в Каляри е решено да бъде изпратена една от най-видните фигури в политиката на Сардиния от този период – благородника и магистрата от Кралската удиенца Джовани Мария Анджой, на север от острова. Последният, натоварен с длъжността alter nos, тоест с вицекралски функции, прекосява Сардиния и пристига в Сасари, посрещнат от тълпата като освободител.
Анджой се опитва в продължение на три месеца да помири феодалите и васалите чрез правни актове, но когато осъзнава намаления интерес и подкрепата на правителството и Каляри, той работи върху подривен план с френските емисари, докато Наполеон Бонапарт нахлува в Италианския полуостров. Въпреки това, с примирието в Кераско и с последвалия мир от Париж през 1796 г., всяка възможна външна подкрепа е загубена и Анджой решава да извърши антифеодален и отмъстителен поход към Каляри с намерението да свали правителството, да премахне феодалните институции и да провъзгласи републиката.
Революционният опит обединява умерените и реакционните сили, противопоставяйки благородниците, духовенството и голяма част от градската и селската буржоазия на Анджой, който се страхува да не загуби заедно с феодалните институции придобитите привилегии и предимства. В този момент правомощията на вицекраля като alter nos са отменени и Анджой трябва да спре похода си в Ористано на 8 юни, тъй като е изоставен от поддръжниците си, след като кралят приема гореспоменатите пет молби от сардинските стаменти същия ден. Анджой трябва да напусне Сардиния и намира убежище в Париж. Там той умира в изгнание и в бедност през 1808 г. На острова редът е възстановен с оръжие. Селата, които се съпротивляват, са обсадени и щурмувани, а всички лидери и основни дейци на революционното движение, които успяват да заловят, са осъдени на смърт.

### Война срещу наполеонова Франция
Влизайки във Войната на първата коалиция заедно с Австрия, Испания и Прусия, Виктор Амадей III се излага на отмъщението на френските революционери, които окупират Савойското херцогство и Графство Ница и, както бе споменато, се опитват да нахлуят в Сардиния. На 21 декември 1792 г. френският флот, командван от адмирал Луи Рене Ла Туш-Тревил, дебаркира в залива на Каляри. На 8 януари французите акостират на остров Сан Пиетро и превземат Карлофорте, на 14 януари окупират о-в Сант'Антиоко, а на 27 същия месец започват канонадите си срещу град Каляри. На 14 февруари започва десантът на брега на Куарту Сант'Елена от 4000 войници. Спонтанната мобилизация на сардинските милиции и страхът да не бъдат хвърлени обратно в морето тласкат французите да се качат отново на корабите и да напуснат острова на 28 февруари, оставяйки гарнизон от 700 войници на островите Сулчис. Докато Каляри е бомбардиран на юг, на север, през протока Бонифачо, Наполеон Бонапарт, тогава лейтенант в артилерията, атакува и бомбардира Ла Мадалена с намерението да окупира северната част на Сардиния. На 25 и 26 февруари енергичната реакция на мадаленците, водени от Доменико Милелире, прави атаката неуспешна.
Междувременно френските революционни армии атакуват Савоя, която е окупирана от войските на генерал Ан-Пиер Монтескьо-Фезансак, които влизат в Шамбери на 24 септември 1792 г., докато войските на генерал Жак Бернар Д'Анселм атакуват град Ница, който е окупиран и разграбен на 29 септември, а след това стигат до Онеля, която е полуразрушена от флота на адмирал Лоран Труге и разграбена от войските на д'Анселм. На 27 ноември 1792 г. Конвентът постановява анексирането на Савоя към републиканска Франция. На 31 януари 1793 г. Конвентът постановява и анексирането на Графство Ница към Франция. Въпреки това през пролетта на същата година Виктор Амадей III прави опит за военно повторно завоюване на Ница, като поверява командването на войските на възрастния австрийски генерал Де Винс, но той е отблъснат от французите под командването на генерал Жак Франсоа Дюгомие в Сен Мартен дю Вар.
През 1798 г., нападната от Англия, неаполитанската армия, Турция и Русия, Директорията на Френската република поисква от Кралство Сардиния с Карл Емануил IV, син на Виктор Амадей III, да почете съюза, който е подписал, за да остане на трона, но кралят отказва След тази обида Директорията нахлува в Пиемонт с генерал Бартелеми Жубер и на 10 декември 1798 г. кралят е принуден да абдикира, оставяйки място за пиемонтско републиканско правителство. Савоя с целия двор напускат Торино и се преместват в кралския дворец на Каляри. Дворът остава на острова до окончателното възстановяване на провинциите на континента. Докато генерал Бонапарт е в Египет, австро-руснаците многократно побеждават французите и на 20 юни 1799 г. съюзническите войски превземат Торино, слагайки край на пиемонтския републикански опит и възстановявайки монархията.
Връщайки се във Франция през 1800 г., генерал Бонапарт слиза отново в Паданската низина, пресичайки Алпите. В Маренго, в решителна битка, френските войски надделяват и отново окупират Торино, като отстраняват краля и създават Субалпийската република. Тази република, първа в Италия, сече монети според десетичната система, вече приета за френския франк, който по-късно ще бъде основата на Латинския валутен съюз. По-специално златна монета от 20 франка е изсечена в памет на битката при Маренго: със същото име е посочена серия от монети от други страни с характеристики, подобни на тази на Пиемонт. Кратката наполеонова интерлюдия донася със себе си много малко предимства за кралството, икономиката се свива и има значителен колапс на текстилната индустрия, докато външната търговия започва да затихва. Вместо това се случва обратното, т.е. много чужденци, по-специално французи, искат да създадат свои фабрики в Алпите. Щетите върху художественото наследство също са много сериозни, зле екипираните и зле хранените френски войски по време на окупацията често се отдават на плячкосване на провинцията и селата, ограбвайки църкви и градове, откъдето крадат безценни произведения на изкуството, изпратени след това в Париж и където те реквизират свещени предмети от злато и сребро, по-късно претопени и използвани за финансиране на нашественическата война.

### Виенски конгрес и Реставрация
На 11 септември 1802 г. Пиемонт е анексиран и интегриран директно към Франция, слагайки край на Субалпийската република. Континенталната територия на бившата савойска държава е реорганизирана в 6 департамента: Дора, Сезия, По, Маренго, Стура и Танаро, към които са добавени предишните анексирани територии от 1792-93 г.: Савоя (департамент Мон Блан и част от департамент Женева) и Ница (Алп Маритим). Вместо това Новара (департамент Агоня) преминава към Наполеоновата Италианска република, която е наследена от Наполеоновото Кралство Италия. 
След ослепителните победи в Европа и след катастрофалното отстъпление от Русия, Наполеон е победен от Шестата коалиция през 1813 г. и е прокуден на остров Елба на 6 април 1814 г. Месец по-късно, на 2 май 1814 г., Виктор-Емануил I напуска Каляри за Торино, където на 19 май влиза триумфално посрещнат от населението. С Парижкия договор от 30 май 1814 г. властта на Савоя е възстановена и на 4 януари 1815 г. с Виенския конгрес Генуа и Лигурия заедно с имперските феоди, поемайки функцията на буферна държава спрямо Франция. На 16 август кралица Мария Тереза пристига в Торино и в Каляри длъжността на вицекрал е поета от Карл Феликс Савойски. Виктор Емануил I и неговият наследник Карл Феликс Савойски са братя на абдикиралия Карл-Емануил IV. Виктор Емануил I има само един син, Карл Емануил, който умира от едра шарка на 2-годишна възраст, както и няколко дъщери, изключени от наследяването на трона, както се изисква от салическия закон. Карл Феликс няма деца. Следователно наследяването на Савойския дом става дело, в което Австрия вижда възможността да наложи властта си и върху тези земи, ако Виктор Емануил I някога избере за свой наследник зет си принц Франц IV от Модена, свързан на Хабсбургите. Това не е така, понеже Виктор Емануил I избира вместо това Карл Алберт от клона Савоя-Каринян, който става крал през 1831 г., държейки короната в продължение на 17 години.

### Революционни движения от 1821 г.
Кралството през онези години е разстроено от революционни въстания, които бележат началото на италианския сезон на Рисорджименто. През 1821 г. избухва първият бунт, труден за контролиране, също и понеже бунтовете са тайно подкрепяни от принц Карл Алберт. Санторе ди Санта Роза, водачът на бунтовниците, се среща тайно с принца, получавайки подкрепата му. Но помощта, обещана от Карл Алберт, се проваля точно когато бунтът е на път да избухне. Виктор Емануил I, след бунтовете, предпочита да абдикира в полза на Карл Феликс. Въпреки това той е в Модена и Карл Алберт поема регентството на кралството, като провъзгласи конституцията, която веднага е отречена от чичо му, който го сваля. След това той призовава за помощ Свещения съюз, основан през 1815 г. от почти всички европейски сили, за да гарантира политическите структури, изразени на Виенския конгрес. Революционните сили също се опитват да се противопоставят на австрийските, но са победени при Новара през 1821 г. Карл Феликс хвърля в затвора много патриоти и бунтът изглежда утихнал. През следващите десет години на управление той издига държавата до ранга на морска сила и с морската битка при Триполи, състояла се на 26-27 септември 1825 г., той окончателно слага край на желанието на бея на Триполи да извършва пиратски действия срещу търговския флот на Сардиния. Карл Феликс провежда реформата на съдебната йерархия, създава консулства по бреговете на Африка и Левант, украсява Генуа и Торино с разкошни дворци. През 1821 г. в Сардиния са създадени две заместник-администрации в Каляри и Сасари и броят на провинциите е намален на десет (Сасари, Алгеро, Озиери, Нуоро, Кулиери, Бузаки, Ланузеи, Изили, Иглесиас и Каляри), към които през 1833 г. е добавена тази на Темпио. Той умира на 27 април 1831 г. и с него умира линията на Амедейците и започва тази на Савоя-Каринян.

### Реформи на Карл Алберт
Принцовете на Кариняно са далечни роднини на Савоя. Те се отделят от основната линия през 1596 г. и се свързват отново през 1714 г. с брака между Виктор Амадей, принц на Кариняно, и Виктория Франческа, извънбрачна дъщеря на Виктор Амадей II Савойски. Карл Алберт е благочестив и антиреволюционен католик: веднага щом се възкачва на трона, благодарение на солидна традиция на династични съюзи, той подписва военен пакт с Хабсбургите, като поисква подкрепата на Австрийската империя, за да защити трона от революцията. Той също е неуморен деятел и се опитва да осъществи план за обновяване на кралството. През 1837 г. реформира организацията на правосъдието в Сардиния и се създават седем „префектурни съдилища“ (Сасари, Темпио, Нуоро, Ланузеи, Ористано, Изили и Каляри).
На 12 май 1838 г. той слага край на феодализма, въведен в Сардиния от каталуно-арагонците през 1323 г.; той е сред структурите на кралството, които с Договора от Лондон от 1718 г. Савоя, с Виктор Амадей II, се заклеват да спазват. Феодалната собственост приключва официално едва на 11 декември. Бившите херцози, графове и маркизи са компенсирани с единично обезщетение, тоест с доходи, гарантирани от държавните облигации (следователно публичен дълг), но съответните местни общини трябва да поемат компенсацията с допълнителни данъци към гражданите.
С Кралски указ от 11 септември 1845 г. е решено, че от 1 януари 1850 г. в кралството ще се използват изключително теглилките и мерките на метричната система, а петте години от издаването на указа до неговото прилагане се решават да бъдат дадени на населението, за да се подготви за промяната .

### Сливане от 1847 г.
На 29 ноември 1847 г., с „перфектното сливане“ и с отказа на сардинците от тяхната държавна автономия, Кралство Сардиния се слива с континенталните държави, собственост на Савоя, включително Княжество Пиемонт, Херцогство Савоя, Графство Ница, бившите имперски феоди на Лигурийските Апенини и бившата Генуезка република с остров Капрая. Така е създадена единна държава със столица Торино, която вече е била седалище на двора и правителството от 1720 г. В резултат на това през 1848 г. административната структура на острова е реорганизирана по модела на Пиемонт и трите окръга на Сасари (включително провинциите Сасари, Темпио, Алгеро и Оциери), Нуоро (с провинциите Нуоро, Кулиери и Ланузеи) и Каляри (провинции Каляри, Ористано, Иглесиас и Изили).
На 4 март 1848 г. кралят обнародва добре известния Албертинов устав от Кралския дворец в Торино, съдържащ отстъпки към либералните власти, ставайки конституционен суверен.

### Рисорджименто
Либералните идеи, надеждите, породени от Просвещението, и идеите на Френската революция, донесени в Италия от Наполеон, подхранват в Кралството смесица от очаквания и идеали, някои несъвместими помежду си. Различните романтично-националистически идеи, демократичните и републиканските, изповядвани от Джузепе Мацини, светските и социалистическите идеали на Джузепе Гарибалди, просавойските либерални и монархически убеждения на Чезаре Балбо, Масимо д'Адзельо и Камило Бенсо, граф на Кавур, а други като Винченцо Джоберти мислят за италианска конфедерация, председателствана от папата.
Съществува и експанзионистичната амбиция на Савойския дом и има непрестанна нужда да се освободи от австрийското господство в Ломбардия и Венето, заедно с общото желание да се подобри социално-икономическата ситуация, като се възползват от възможностите, предлагани от техническо-индустриалната революция. Идеята за по-широка родина постепенно се развива и е налице силно желание за национална държава, която да обедини цяла Италия подобно на това, което се случва в други европейски реалности като Франция, Испания и Обединеното кралство.

#### Първа война за независимост
На 23 март 1848 г. Карл Алберт Савойски, подтикван от миланските либерали, обявява война на Австрия. „Зелено-бяло-червеното“ трицветно революционно знаме, родено в Реджо нел'Емилия на 7 януари 1797 г., се появява за първи път сред войските на Сардиния, които се бият победоносно с него в Пастренго и Гойто. Войници-доброволци от други италиански държави се намесват заедно с армията на Сардиния, нетърпеливи да освободят териториите в чужди ръце. В началната фаза на конфликта са постигнати някои важни успехи: в битките при Мондзамбано, Валеджо и Пастренго сардинците постигат някои победи, които обаче не са напълно използвани, като напредват със значително забавяне: колона успява да влезе в Милано, но не преследва веднага австрийците по пътя. Карл Алберт обсажда Пескиера, един от четирите града на Четириъгълника (между 1815 и 1866 г. отбранителна система, построена от Австрийската империя в Ломбардия-Венеция, която се простира върху четириъгълник, чиито върхове са крепостите на Пескиера дел Гарда, Мантуа, Леняго и Верона, между реките Минчо, По, Адидже, и от около 1850 г. железопътната линия Милано-Венеция, чрез която са гарантирани доставките).
Атаката на маршал Йозеф Радецки е решена с поражението в битката при Гойто (30 май) и Пескиера дел Гарда се предава на същия ден. Карл Алберт обаче не знае как да използва тези успехи и маршалът успява да си върне венецианските крепости, и войната се обръща неблагоприятно за Савоя. На 9 август 1848 г. сардинската армия е победена при Кустоца.
След примирието в Саласко, което е последвано седем месеца по-късно от поражението при Новара, Карл Алберт е принуден да абдикира на 23 март 1849 г. в полза на сина си Виктор Емануил II и се оттегля в изгнание в Порто, Португалия, където умира на 28 юли. След поражението Кралство Сардиния се опитва да възстанови икономиката си. Масимо д'Адзельо, президент на съвета, одобрява законите на Сикарди, след което са премахнати привилегиите, на които духовенството винаги се е радвало.

#### Антиклерикална политика
Антиклерикалната политика на Кралство Сардиния вече е стартирана със Закон n. 878 от 29 май 1855 г., който отменя гражданското признаване на множество религиозни ордени и конфискува техните активи. Това са процедури, които вече са приложени на практика в други държави, например във Великото херцогство Тоскана още през 1786 г. и в Наполеонова Франция, и в териториите, които тя контролира (включително Италия) през 1808 г. Активите на ордените преминават в блок под управлението на църковна каса. С тази разпоредба Кралство Сардиния започва да засяга структурата на частната собственост. Общо са конфискувани 2099 църковни активи, сред които 7871 религиозни, които взети заедно дават годишен доход от 3 641 000 лири. Тази разпоредба е разширена през 1859 г. за бившата легация на Романя, за херцогствата, а след това и за другите територии, присъединени към Савойската държава.

#### Роля на Кавур
На 11 октомври 1850 г. Камило Бенсо, граф на Кавур, е призован в правителството първоначално като министър на търговията и земеделието, а по-късно като министър на финансите. През 1852 г. той сключва пакт с левицата на Урбано Ратаци, който му позволява по-късно да стане министър-председател. Нито кралят, нито народът го харесват, но той показва на всички, че знае как да управлява добре и скоро неговата политическа фигура заиграва ключова роля в продължаването на Рисорджименто. Осъзнавайки положението на другите европейски страни, той започва поредица от реформи, които обмислят, наред с други неща, изграждането на канали в района на  Верчели, финансирането на промишлеността, създаването на железопътни линии и кораби.
През 1855 г. кралството се съюзява с Франция в Кримската война срещу Русия. Министър-председателят Кавур всъщност смята намесата за добър трамплин да стане част от европейската политическа игра и праща група берсалиери да се бие заедно със съюзниците, след което участва в Парижкия конгрес сред печелившите нации. В Пломбиер, спа курорт в масива Вогези, Кавур сключва таен съюз с Наполеон III на 20 юли 1858 г. Това споразумение предвижда, в случай на австрийско нападение, намесата на французите заедно със сардинците, за да се опита да завладее Ломбардия и евентуално да продължи чак до Адриатическо море. В случай на победа, в замяна на тази помощ, Савойското херцогство и Графство Ница ще бъдат преотстъпени на Франция заедно с възможността за индиректен контрол върху Централна Италия.

#### Втора война за независимост
През януари 1859 г. започват двете най-драматични и изпълнени със събития години от цялото Рисорджименто. В поредица от съюзи, войни и внезапни обрати Кралство Сардиния се разраства значително, включвайки почти всички територии на италианския полуостров в своите граници. Военните операции се провеждат между 29 април и 6 юли 1859 г. след военните провокации на сардинците и на които австрийците реагират, провокирайки намесата на Франция съгласно споразуменията от Пломбиер. Нахлувайки в Ломбардия, френско-сардинските армии побеждават австрийците в Монтебело, Палестро и Маджента, докато на височините на Солферино и Сан Мартино се води кървава битка, която струва живота на 22 000 австрийски войници и на 17 000 съюзнически войници. Анри Дюнан и местното население излизат с идеята да организират усилия за подпомагане на ранените, от които по-късно се ражда Червеният кръст.
Противно на обещаното на Кавур в споразуменията от Пломбиер, Наполеон III, притеснен за развитието на войната, не удържа на думата си и едностранно предлага мир на австрийците. Кавур, възмутен от императора и от краля, който е подписал примирието, подава оставка като министър-председател и се оттегля обезсърчен в Савоя, между Бонвил и Шамони, а споразуменията, чиито архитект е той, са доста по-различни.
Териториите на Савоа и Ница, обещани от краля на Наполеон III, не са предадени и французите се задоволяват с парична сума за военни разходи. На 8 юли 1859 г., след договорите от Вилфранш и Цюрих, Ломбардия, с изключение на Мантуа, е преотстъпена от Кралство Ломбардия-Венето на Франция и от нея на Кралство Сардиния, но Венето и Венеция остават изцяло в ръцете на Хабсбургите. След тези събития Фереро дела Мармора, Урбано Ратаци и Джузепе Дабормида формират ново правителство, което наследява много напрегната и трудна ситуация със съюзника, който поддържа различни гарнизони в Ломбардия. Наполеон III скоро разбира, че примирието, подписано едностранно с австрийците, оставя на Франция малък шанс за маневриране в Италия. През декември 1859 г. той решава да промени изцяло политиката. През януари 1860 г., при бързо развитие на събитията, Кавур е извикан в правителството. След предателството на Вилфранш той е готов да преобърне цялата система от съюзи, но Наполеон III все още остава с армията си в Централна Италия и Ломбардия, много притеснен от исканията за анексиране към Кралство Сардиния, направени във Великото херцогство Тоскана, в херцогствата Парма и Модена и в Папските легации.
Неговите планове за контрол над Централна Италия са напълно разстроени, но той няма намерение да напусне полуострова с празни ръце, още по-малко да се съгласи да укрепи още повече Кралство Сардиния. Тогава дава да се разбере (против всеки принцип на националност и против волята на самите жителите на Ница и Савоя), че ще толерира анексирането на Централна Италия към Кралство Сардиния само в замяна на важни териториални отстъпки по алпийската граница. Самият Кавур осъзнава в този момент, че кралството не може едновременно да предизвика двамата императори, които доминират в дългата верига на Алпите. На 12 март 1860 г. е подписан нов таен договор, в който клаузите на договора, сключен през януари 1859 г. преди началото на войната, са съживени и в който са установени териториалните отстъпки към Франция, клауза отпаднала след фактите от Вилфранш.
Ако първоначално преотстъпванията са резултат от двустранно споразумение, в новия договор те са истинско данъчно облагане за Кралство Сардиния под наказанието от разрив със Съюзниците, които вече не са възприемани като приятели. Но още преди да бъде подписан документът, анексирането на Централна Италия вече е свършен факт. Териториалните трансфери по границата са разрешени след положителния резултат от гласовете, необходими за анексията. Започвайки от 5 март 1860 г. Парма, Тоскана, Модена и Романя гласуват на плебисцит за съюз с Кралство Сардиния.

### Поход на хилядата
През същата година, след новината за продължаващо въстание (въстанието на Ганча в Палермо, 3 – 20 април 1860 г.), начело с Розолино Пило, сицилианецът Франческо Криспи убеждава Джузепе Гарибалди да организира експедиция от италиански доброволци. Имайки за цел осъществяването на италианското политическо единство със завладяването на Кралството на двете Сицилии и анексирането му към Савойското Кралство Сардиния, походът впоследствие остава в историята като Поход на хилядата. Той тръгва по море от Куарту Сант'Елена и акостира в Марсала (Сицилия), намира подкрепата на селяните, чиито доброволци, след като Гарибалди им обещава разделянето на земите, формират Южната армия.
Гарибалди, след успешни битки и изкачване на полуострова, влиза в Неапол. Тогава Виктор Емануил II решава да се намеси със собствената си армия, за да анексира Марке и Умбрия, все още в ръцете на папата, и по този начин да обедини Северна и Южна Италия. В историческата среща в Теано на 26 октомври 1860 г. Гарибалди предава Южна Италия на Виктор Емануил II. Следва плебисцит, който одобрява присъединяването към Кралство Сардиния. След като спечелват битката при Волтурно, Гарибалдинците са забелязани от сардинската армия, която, след като побеждава неаполитанските войски (при Мачероне и Гариляно), обсажда Капуа, която капитулира след първите бомбардировки. Обсадата на Гаета е по-дълга и приключва през февруари 1861 г.

### Преотстъпване на Савоя и на Ница
Както самият Кавур признава, отстъпването на Ница и Савоя е един от най-тъжните моменти в неговия политически живот – акт, който той лично определя като противоконституционен. За него Ница е по същество италианска и да я предаде на друга сила противоречи на принципа на националността. Той се опитва по всякакъв начин да печели време, но пред безапелационното настояване на французите е принуден да отстъпи. Дори кралят не желае да изостави Савоя – родината на неговата династия, а военният министър Манфредо Фанти предупреждава суверена за опасността кралството и самият Торино да продължат без тези буферни територии, като по този начин стават военно незащитими.
Остри критики са предизвикани от Урбано Ратаци, Джузепе Гарибалди и Джузепе Ферари, и от всички италиански патриоти, както и от много чужди държави и от недоверчива Англия: симпатиите, които италианската кауза е събудила в Европа, внезапно намаляват заради предателството на националния принцип. В една тъжна атмосфера Кавур разрешава на френската полиция и войници да влязат в териториите на Сардиния, за да гарантира, че плебисцитите, потвърждаващи отстъпването на Франция, дават желания резултат. Той също така поисква секретният документ, в който е очевидно неговото одобрение, да бъде унищожен и убеждава французите да използват термина „обединение“, а не „преотстъпване“, за да направи конституционната му позиция по-малко неустойчива.

### Провъзгласяване на Кралство Италия
С Втората война за независимост крал Виктор Емануил II успява да анексира освободените територии към своето кралство, които след това обединява с тези на бившето Кралство на двете Сицилии, завладяно от Гарибалди и поверено му на срещата в Теано. Специален законопроект е представен на новоизбрания италиански парламент за провъзгласяването на новото Кралство Италия: той става законодателен акт на 17 март 1861 г. Следователно Кралство Сардиния променя името си на Кралство Италия и Виктор Емануил приема за себе си и за своите наследници титлата „крал на Италия“; въпреки това той запазва цифрата „втори“, а не на „първи“, като знак за съществуващата династична и конституционна приемственост с предишното кралство.
След това кралството се разширява със завладяването на Венето (днес Венето и Фриули, но без Венеция Джулия и Венеция Тридентина) в Третата война за независимост през 1866 г. Превземането на Рим става само четири години по-късно, на 20 септември 1870 г. Бъдещата столица е театрално „завладяна“ от берсалиерите, които отварят проход в градските стени (Пробив на Порта Пиа) и след няколкостотин метра се озовават в двореца Куиринале, който е херметически затворен. Говори се, че за влизане е била необходима намесата на ковач.

## Територия
Кралство Сардиния включва териториите на сегашните италиански региони Пиемонт, Вале д'Аоста, Лигурия (от 1815 г.), Сардиния, както и Ломелина и Олтрепо Павезе (Ломбардия след 1859 г.), Бобиезе и Горна Вал Требия (по-късно разделена между Ломбардия, Пиемонт, Емилия-Романя и Лигурия), и накрая Графство Ница и Савойското херцогство, днес територии на Франция.
- 1815 – 1860 г.
- 1860 г.
- 1861 г.

## Административно деление
През 1838 г. Кралство Сардиния е разделено на части, всяка от които е разделена на провинции, които от своя страна са разделени на интендантства.
- I окръг Савоя (главен град: Шамбери). Включва провинциите Савоя, От Савоа, Шабле, Фосини, Женевиез, Мориен и Тарантез.
- II окръг Торино (главен град: Торино). Включва провинциите Торино, Биела, Ивреа, Пинероло и Суза.
- III окръг Кунео (главен град: Кунео). Включва провинциите Кунео, Алба, Мондови и Салуцо.
- IV окръг Алесандрия (главен град: Алесандрия). Включва провинциите Алесандрия, Акуи, Асти, Казале, Тортона и Вогера.
- V окръг Новара (главен град: Новара). Включва провинциите Новара, Ломелина, Паланца и Верчели.
- VI окръг Аоста (главен град: Аоста). Включва само провинция Аоста.
- VII окръг Генуа (главен град: Генуа). Включва провинциите Генуа, Албенга, Бобио, Киавари, Ди Леванте, Нови и Савона.

С указ от 12 август 1848 г., след Перфектното сливане, са добавени още три окръга:
- VIII окръг Каляри (главен град: Каляри). Включва провинциите Каляри, Ористано, Иглесиас и Изили.
- IX окръг Нуоро (главен град: Нуоро). Включва провинциите Нуоро, Кулиери и Ланузеи.
- X окръг Сасари (главен град: Сасари). Включва провинциите Сасари, Алгеро, Одзиери и Темпио.

## Въоръжени сили и полиция
Въоръжените сили се състоят от Сардинската армия, фланкирана от Кралските карабинери, като карабинерите имат и полицейски функции. Контролът върху територията и поддържането на обществената сигурност се извършват първо от сардинските гренадири и след това само от кралските карабинери, след което към тях е добавена гражданска структура, съставена от полицейски делегации. Карл Алберт Савойски, при реорганизацията на Савойската държава, за териториалното разпръскване на военните контролни сили, създава Общинската милиция и Националната гвардия, създадена с Кралския указ от 4 март 1848 г. Впоследствие със Закон n. 1404 г.  от 11 юли 1852 г. е създаден Корпусът на охраната на обществената сигурност, който има две роти в Торино и Генуа и още няколко периферни бази. Чрез Закон n. 3720 от 13 ноември 1859 г. корпусът разширява своята териториална компетентност до всички държави (с изключение на Тоскана), които постепенно се присъединяват към Кралство Сардиния по време на Втората италианска война за независимост; същото правило приписва командването на функциите за обществена сигурност на квесторите на столиците на провинциите с повече от 60 хил. жители, като за първи път е установена ролята на инспекторите.

## Образование
В почти всички общини има начални училища за момчета, а по-слабо развити са училищата за момичета, най-вече застъпени към консерваториите на монахините.
Що се отнася до средните училища, през 1840 г. кралството има 286 мъжки института, включително кралски колежи, общински колежи, по-ниски латински училища, интернати и пансиони (от всички тях само 23 са ръководени от религиозни корпорации). Това прави Сардинското кралство италианската държава преди обединението с най-голяма плътност на образователни институции спрямо населението. Средното образование за жени, от друга страна, е изцяло поето от религиозни организации, от които петнадесет института, управлявани от Сестрите на Свети Йосиф, осем от Салезианците, шест от Сестрите на милосърдието, шест от Големите сестри, три от Урсулинките, две от Дамите на Пресветото сърце на Исус и две от Благочестивите дами.
Основният университет на Кралство Сардиния е този в Торино, който също се гордее с музеи по физика, естествена история, археология и с ботаническа градина, както и с астрономическа обсерватория и библиотека със стотици хиляди томове. След това следват университетите в Каляри, основан през 1607 г., Сасари, основан през 1617 г., и Генуа, основан малко след обединението на Лигурия с Пиемонт. Има и средни университетски училища, където могат да се проследят първите години на медицинския и/или юридическия факултет: в Шамбери, Асти, Мондови, Ница, Новара, Салуцо и Верчели.
Специалните училища са Кралската военна академия в Торино, Школата по езда във Венария Реале, морските школи в Генуа, Савона и Ла Специя.

## Икономика

### Селско стопанство
Селското стопанство е интензивно и забележително развито. В Лигурия основният продукт е зехтинът, чиято годишна реколта възлиза на 4 или 5 млн. пиемонтски лири. В Монферат преобладават виното и зърнените култури, докато продажбата на ориз и коприна от равнината на Новара дава среден продукт от повече от 40 млн. лири. Отглеждането на ориз вече е развито в Ломелина, Верчели и Новара.

### Индустрия
Минната промишленост има няколко металургични и минерални мини, разпръснати из провинциите на кралството. През 1835 г. в сферата на добивната промишленост има около 20 хил. служители.
Само в Пиемонт има 40 фабрики за хартия, към които са добавени 4 в Савоя и 50 в Лигурия. Освен това има захарна рафинерия в Кариняно, производство на огледала и кристали в Домодосола и в Савоя, машинно изработени мелници за памук и коприна в Пиемонт, Лигурия и Савоя, оръжейна фабрика“ в Торино и около стотина мелници за вълна.
По време на Наполеоновата Лигурска република се развива корабостроителницата „Фоче“: първите кораби, пуснати на вода, са фрегатата "L'Incorruptible" и брик "Le Cyclope" (1804), последвани от фрегатата "La Pomone", пусната на вода през март 1805 г. . След присъединяването на Лигурия към Савойското кралство започва нова фаза на развитие. Строителната площадка, обхващаща част от площта на премахнатата болница, се простира на около 70 хил. m² на левия бряг при устието на Бизаньо; собственост на общината, тя първо е предадена на братя Вестерман, а след това на братя Орландо – сицилианци, преместили се в Генуа. По време на тяхното управление, през 1862 г. е създаден "Vedetta", първият военен параход с железен корпус, построен в Италия, пуснат на вода през 1866 г.
През 1853 г. в Генуа е основана компанията Ансалдо, заменяйки Тейлър и Пранди, основана през 1842 г. и фалирала поради финансови затруднения.

## Знамена и гербове
Неми свидетели на многобройните исторически събития, случили се в дългата история на Кралство Сардиния под управлението на Савоя, и на политическите и социални промени, причинени от тях, са различните гербове и знамена, които представляват държавата.

### Гербове
- 1720 – 1815 г.
- 1815 – 1833 г.
- 1833 – 1848 г.
- 1848 – 1861 г.

### Знамена
- Знаме на Кралство Сардиния (14 век - 1848 г.)
- Кралски щандарт на Савойската династия (1720 – 1848 г.) и държавно знаме (16 – 18 век)
- Военноморски флаг (1785 – 1802 г.)
- Флаг на търговския флот (1802 – 1814 г.)
- Знаме на флотата (1802 – 1814 г.)
- Знаме на търговския и военен флот (1814 – 1816 г.)
- Национален флаг и флаг на търговския флот (1816 – 1848 г.)
- Държавно и военноморско знаме (1816 – 1848 г.)
- Военноморски флаг, използван като вариант на държавното знаме (1816 – 1848 г.), съотношение 31:76
- Държавно и военно знаме (1848 – 1851 г.)
- Национално знаме и знаме на търговския флот (1851 – 1861 г.), трикольорът с герба на Савоя
- Държавно и военноморско знаме (1851 – 1861 г.): основно се състои от националния флаг с корона, която е над герба на Савоя
- Кралско знаме (1848 – 1861 г.)
- Знаме на престолонаследника (1848 – 1861 г.)